# TM 31-210 Improvised Munitions Handbook
TM 31-210 Improvised Munitions Handbook (Cẩm nang hướng dẫn về vũ khí tự chế TM 31-210) là một cuốn sách hướng dẫn kỹ thuật của Quân đội Hoa Kỳ gồm 256 trang, dành cho Lực lượng Đặc nhiệm Hoa Kỳ. Cuốn sách lần đầu được xuất bản năm 1969 bởi Bộ Lục quân Hoa Kỳ.
Tương tự như nhiều cuốn sách hướng dẫn quân sự khác của Hoa Kỳ liên quan đến các thiết bị nổ tự chế (IEDs) và chiến tranh bất quy ước, cuốn sách này đã được giải mật và công khai, đưa vào làm tài liệu công cộng bởi một số các quy định ví dụ như Đạo luật tự do thông tin Hoa Kỳ (FOIA), và hiện nay tự do sử dụng trong công chúng cộng đồng một cách công khai ở cả hai dạng, điện tử và in ấn.
Cuốn sách hướng dẫn mô tả cách chế tạo nhiều loại vũ khí tự chế từ các vật liệu, đồ vật dễ dàng tìm kiếm được, từ đống rác, hóa chất gia dụng trong hộ gia đình và nguyên liệu mua từ các cửa hàng thông thường.

Đây là một trong những tài liệu tham khảo chính thức tốt nhất về việc chế tạo thiết bị nổ tự chế (IEDs). Một số vũ khí tự chế mô tả trong đó từng được các binh sĩ nước ngoài sử dụng nhằm chống lại binh sĩ Hoa Kỳ. Ví dụ, cách sử dụng bẫy lựu đạn trong chiếc lon đã qua sử dụng từng được dùng để chống lại binh sĩ Hoa Kỳ tại Việt Nam, và bộ đếm thời gian bằng nước trong một chiếc xô đã được một số lực lượng nổi dậy Afghanistan sử dụng để phóng hoả tiễn vào các căn cứ quân sự Hoa Kỳ.

## Các đầu mục
Cẩm nang TM 31-210 bao gồm bảy phần mục chính:
- Chất nổ và chất đẩy (kể cả chất đánh lửa)
- Mìn và lựu đạn
- Vũ khí vũ khí nhỏ và đạn dược
- Súng cối và tên lửa
- Thiết bị gây cháy
- Cầu chì, ngòi nổ và cơ chế trì hoãn
- Các đầu mục khác

Phần Các đầu mục khác đề cập đến việc sản xuất các loại cơ chế kích hoạt khác nhau (áp suất, giải phóng áp suất, lực kéo, v.v.), cân bằng chính xác tạm thời, pin điện, rào chắn chống đạn tạm thời, v.v. Cuốn cẩm nang kết thúc bằng hai phụ lục, trình bày một cách ngắn gọn các đặc tính của một số chất nổ sơ cấp và thứ cấp.

## Văn hoá đại chúng
Sách cẩm nang TM 31-210 xuất hiện dưới dạng "quả trứng Phục sinh" trong bộ phim hoạt hình CGI sản xuất năm 1995, Toy Story. Trong cảnh Woody bị mắc kẹt dưới chiếc hộp nhựa màu xanh lam trong phòng ngủ của Sid, có thể thấy đằng sau anh ta có một tài liệu mang tựa đề "Sổ tay thẩm vấn cải tiến TM 31-210", một tham chiếu gợi ý rõ ràng đến cuốn tài liệu thực sự.